# Berberis circumserrata
Berberis circumserrata är en berberisväxtart som först beskrevs av Camillo Karl Schneider, och fick sitt nu gällande namn av Camillo Karl Schneider. Berberis circumserrata ingår i släktet berberisar, och familjen berberisväxter. Inga underarter finns listade i Catalogue of Life.